# マサコ・ムトー
マサコ・ムトー（1913年 - 2006年6月4日、 武藤 正子、むとう まさこ）は、日本の豆紙人形作家。

## 来歴
現北九州市門司区生まれ。1930年、下関市梅光女学院卒業。
1983年、70歳。パステル画を習い始める。1991年、78歳。初めての個展（パステル画）が産経新聞夕刊「あすへ」（日本のグランマ・モーゼス）にて紹介される。
2001年9月、88歳。「手のひらに乗るような小さな豆紙人形展」を開き、豆紙人形家としてデビュー。翌2002年、89歳。御茶ノ水おりがみ会館で一か月個展。同年、PHP研究所より初めての作品集「手のひらのしあわせ」を出版。2003年、90歳。故郷・門司市＆下関市にて、NHK朝ドラの主人公にと署名運動が始まり、4万人の署名が集まる。2003年、90歳。米・シアトル豆紙人形訪問展。2004年、91歳。パリ・エスパスジャポン展。2005年、92歳。パリ・日本文化会館アンコール展。2006年、93歳。6月4日逝去。

## 没後の動き
2007年、パリ三カ所にてマサコ・ムトー追悼展（サン・シュルピス教会、パリ・日本人学校、ラ・フォンテーヌ校）2013年、北九州市「到津の森公園」にて、「生誕100年マサコ・ムトー人間展」二か月半開催。2019年、開業105年を迎える北九州市門司港駅に遺作79点寄贈。